# مردم پاهاری
مردم پاهاری (نپالی: पहाडी) (هندی: पहाड़ी؛ Pahāṛī؛ نپالی: पहाडी) (یا پهاری به معنی مردم کوهستانی) که به آن‌ها Pahadi و Parbati نیز گفته می‌شود، یک گروه قومی هندوآریایی از هیمالیا است که در مناطق هیمالیای هند (هیماچال پرادش و اوتارکند) زندگی می‌کنند و روابط فرهنگی و زبانی مشترک دارند و به زبان‌های پاهاری تکلم می‌کنند. در نپال، پاهاری‌ها یکی از بزرگترین گروه‌های قومی را در حدود ۸٬۰۰۰٬۰۰۰ یا یک سوم جمعیت نپال تا دهه ۱۹۹۰ تشکیل دادند. با این حال، بیشتر پاهاری‌های هندوآریایی، به عنوان اعضای زیر گروه‌ها و کاست‌های موجود در اجتماع بزرگتر پاهاری مانند براهمین (باهون در نپال)، راجپوت (چتری در نپال) و دالیت شناخته می‌شوند.